# Televiziona Malagasy
La TVM ou Televiziona Malagasy est la première chaîne de télévision à avoir vu le jour à Madagascar, elle appartient à l'Etat malgache. Elle couvre tout le territoire de Madagascar et est aujourd'hui la seule chaine malgache à disposer du droit de la couverture nationale au niveau de la diffusion hertzienne. Elle est sous l'administration de l'ORTM (Office de la Radio et de la Télévision Publiques de Madagascar).

## Historique
Elle est inaugurée le 24 décembre 1967 par Philibert Tsiranana et le premier directeur est Jean-Louis Rafidy. À ses débuts, la chaîne TVM n'émet que deux heures par jour, en noir et blanc. La couleur arrive par la suite, ainsi que l'émission en continu, 24 h / 24. Le premier présentateur du journal televisé a été Gaby Rabesahala. On peut aussi citer d'autres pionniers : Louis Menard, Gisèle Rakotoarivony, François Rakotobe, Jacquie Andrianarisoa, Lucien Rajaonina, Robert Vidue, Jocelyn Rafidinarivo alias Jean Louis Rafidy, Gilles Boutiron, Roger Mullet, Paul Randrianarivelo, Pierre Raynal (chef de station de l'époque), Guy Bernède, Pascal Randriambololona, Jeanne Rasoarimalala alias Rasoabakobako, 
En 2006, la chaîne connaît d'importants changements, avec une nouvelle identité visuelle, des programmes et des animateurs remplacés et un déménagement dans de nouveaux locaux.
A partir de 2022, la TVM connait une redynamisation importante à tous les niveaux : plusieurs nouveaux studios, de nouveaux matériels techniques, de nouvelles programmations, de nouveaux habillages télévisuels.
Pour son 55e anniversaire, en décembre 2022, la chaîne met en place une programmation spéciale, avec des rediffusions de passages marquants de l'histoire de la chaîne et le retour d'anciennes personnalités.
En 2024, grâce à un partenariat avec le gouvernement japonais, la TVM a bénéficié d'un renouvellement de matériels à la pointe de la technologie, l'ORTM a aménagé un nouveau studio pour le journal télévisé pour accueillir ces nouveaux matériels. Le 30 septembre 2024, le Président Andry Rajoelina effectue l'inauguration du studio et des nouveaux matériels.
En Août 2025, comme annoncé en février 2025, l'ORTM lance une deuxième chaine de la TVM dénommée "TVM2", la diffusion de celle-ci s'effectue de manière progressive : sur les bouquets d'abord et par la voie hertzienne plus tard.

## Émissions

### Catégorie information
- Vaovao ou le journal
- Feon-gazety ou revue de presse quotidienne
- vaovaom-paritra ou journal des régions
- Ampitapitao an-tsary
- Vaovao tselatra ou flash info
- vaovao iraisam-pirenena ou journal international
- Débats télévisés à caractère politique, économique et social
- Éditions spéciales en cas d'évènement important[8]

### Catégorie art et culture
- Art maro seho
- tafolanitra
- Série étrangère (marimar, le coupable, la fille du jardinier,...)
- Documentaire, et grands reportages[8]
- ampela mionjo
- gasy mafoaka
- fou hehy
- tsorabitsika

### Catégorie vie pratique
- karakory atsika jiaby de 6h10-9h00
- TV mahasoa (coordonnées des services d'urgence et des pharmacies)
- Météo
- Émission sur la santé à vocation culinaire
- Tolotra sy tinady[8]

## Ligne éditoriale
La majorité de ses programmes sont en langue malgache. Elle exerce ainsi, selon L'Écho du Sud, « une influence considérable sur la société et la culture malgaches ».

## Directeurs successifs
1967: Jean Louis RAFIDY
1990: Gilbert RAHARIZATOVO
2014_2016 : Lantomalala RASATA
2022-2025 : Andrianampoina Hajaina RANARIVELO